# Baños del Sultan Amir Ahmad

Interior

Los baños del Sultán Amir Ahmad (en persa: حمام سلطان امیر احمد‎, romanizado: Hammam-e Sultan Amir Ahmad), también conocida como la casa de baños Qasemi, es una casa de baños pública tradicional iraní (hammam) en Kashan, Irán. Fue construido en el siglo XVI, durante la era safávida; sin embargo, la casa de baños fue dañada en 1778 como resultado de un terremoto y fue renovada durante la era Qajar. La casa de baños lleva el nombre de Imamzadeh Sultan Amir Ahmad, cuyo mausoleo está cerca.
La casa de baños Sultan Amir Ahmad, con un área de alrededor de 1000 metros cuadrados, consta de dos partes principales: la sarbineh (vestidor) y garmkhaneh (sala de baños calientes). El sarbineh es una gran sala octogonal y tiene una piscina octogonal en el medio, separada por 8 pilares de la sección exterior. Hay cuatro pilares en el garmkhaneh, que forman cuartos de baño más pequeños alrededor, así como la sección de entrada al khazineh (cuarto de baño final) en el medio. El interior de la casa de baños está decorado con turquesa y oro azulejos, yeserías, ladrillo, así como pinturas artísticas. El techo de la casa de baños está hecho de múltiples cúpulas que contienen vidrios convexos para proporcionar suficiente iluminación a la casa de baños y ocultarla del exterior.

## Galería

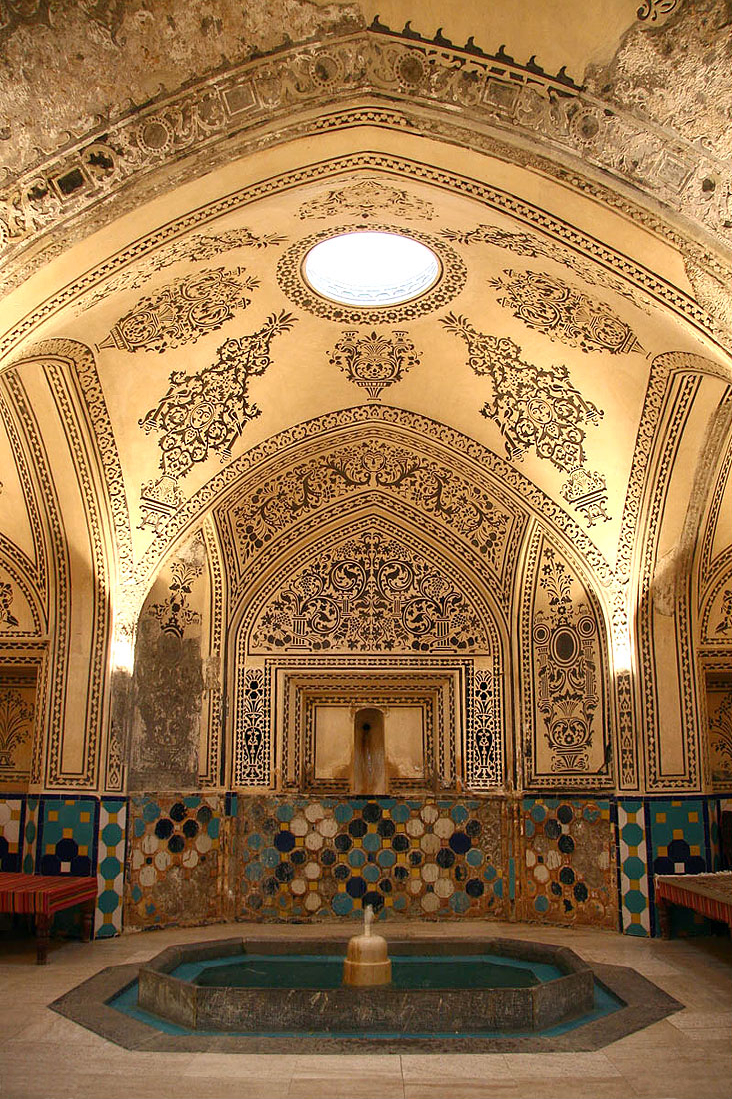
Decoraciones de interiores, yeserías
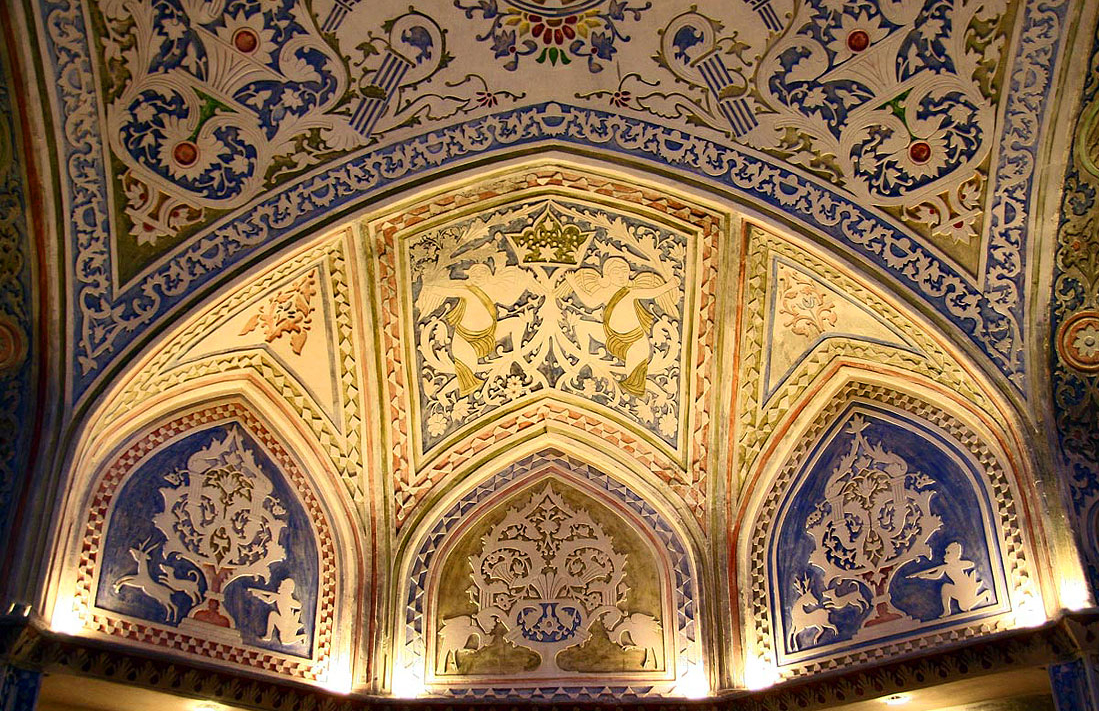
Decoraciones de interiores, yeserías de colores
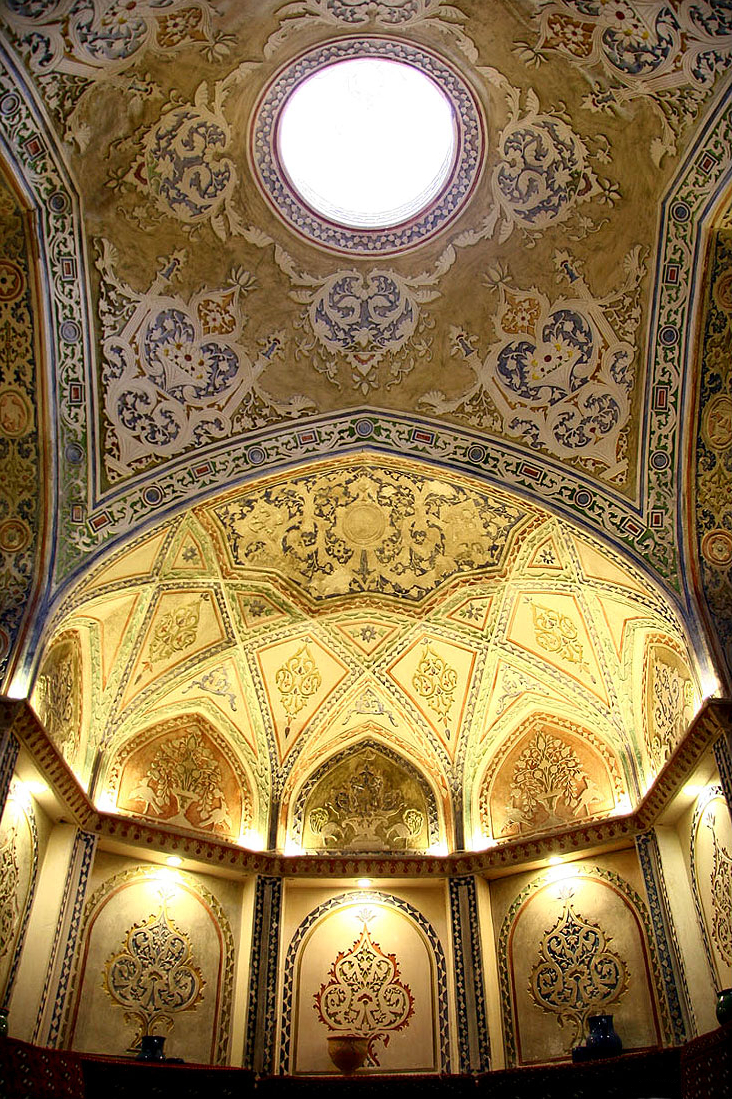
Decoraciones de interiores, yeserías
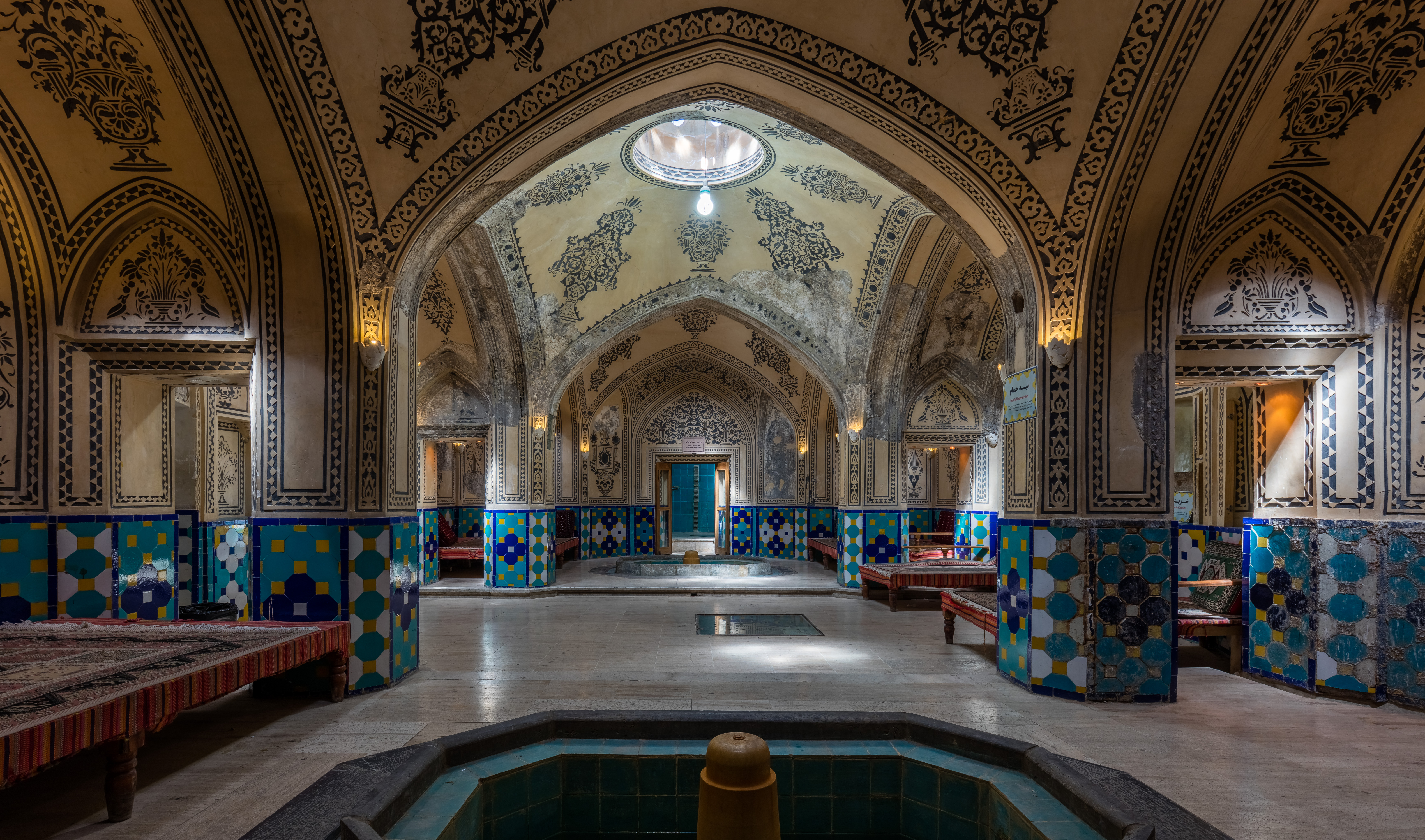
Decoraciones de interiores, albañilería y azulejos
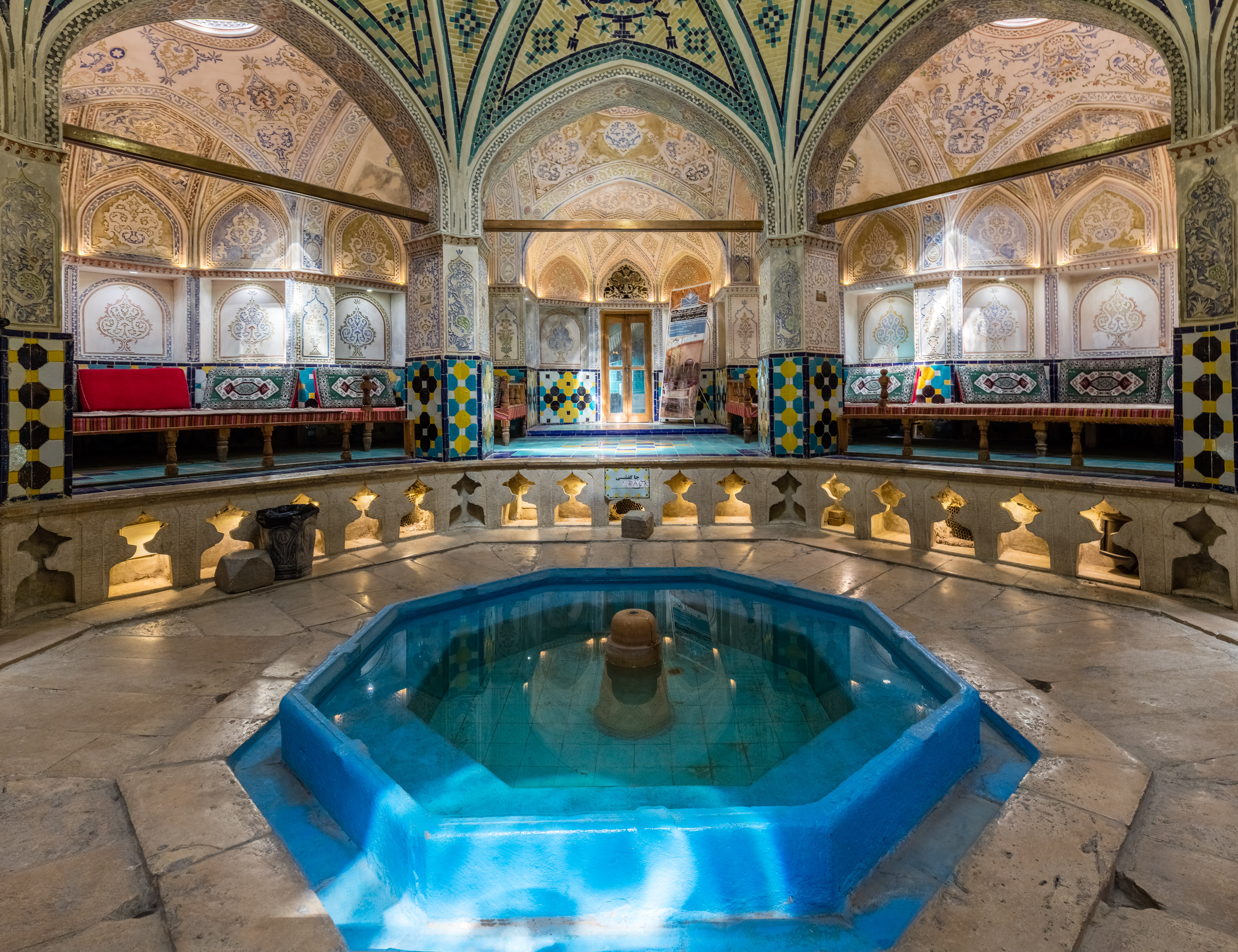
parte de la casa de baños se utiliza como casa de té
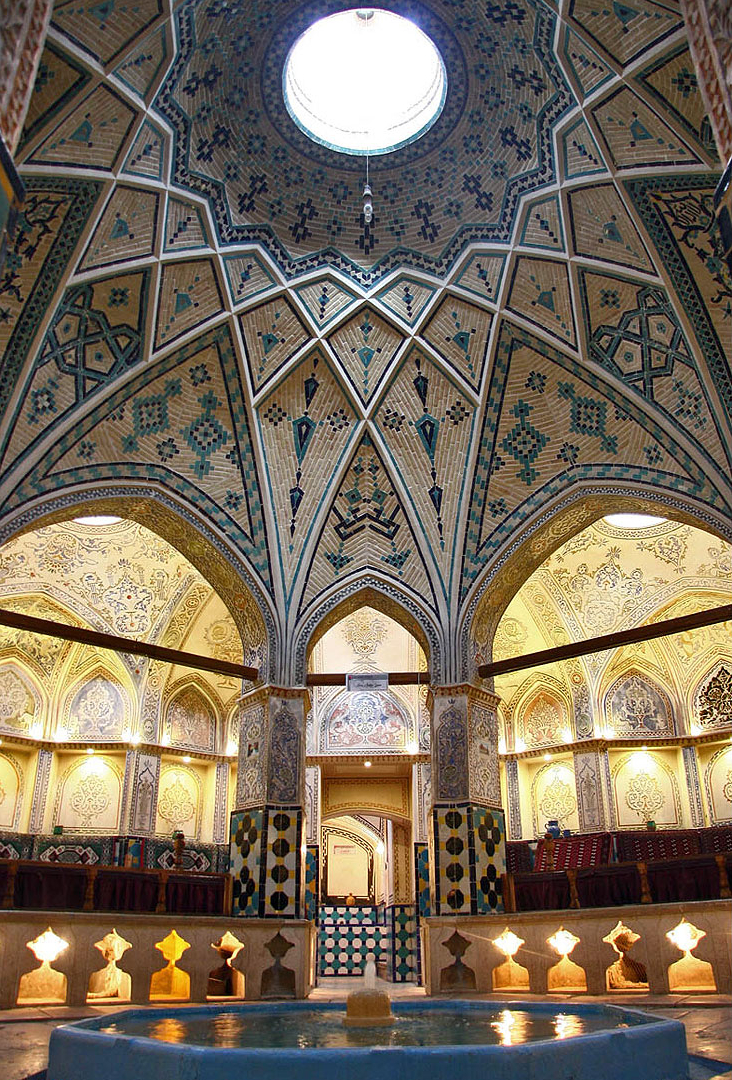
Decoraciones de interiores, albañilería y azulejos
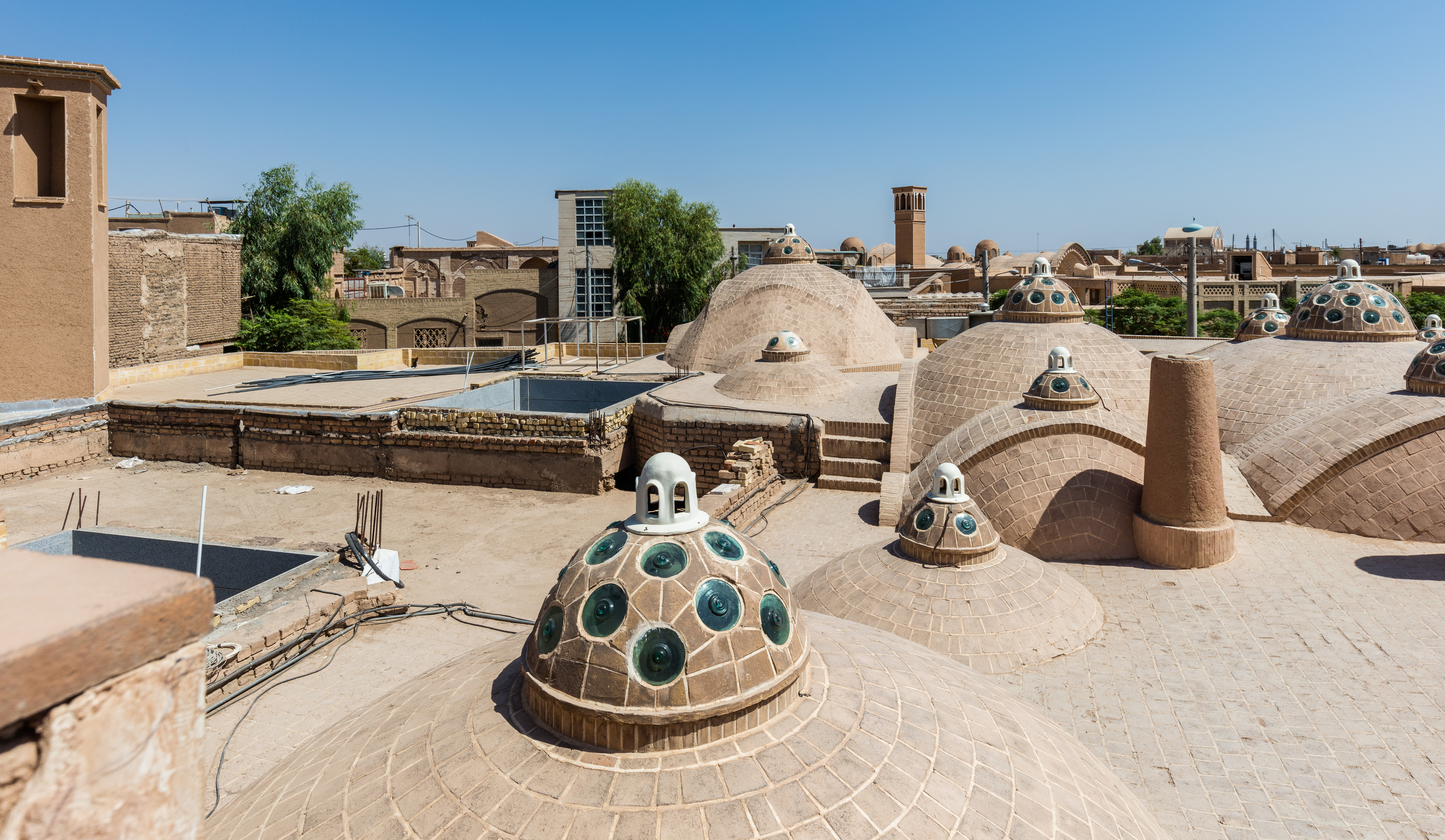
Las cúpulas del techo
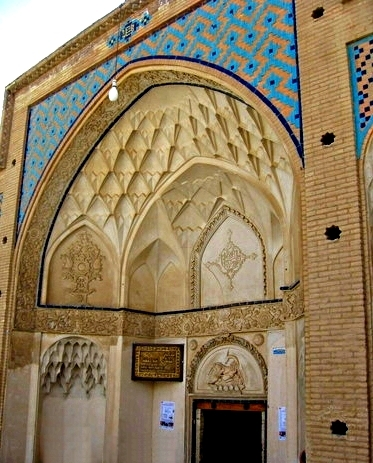
Entrada a la casa de baños
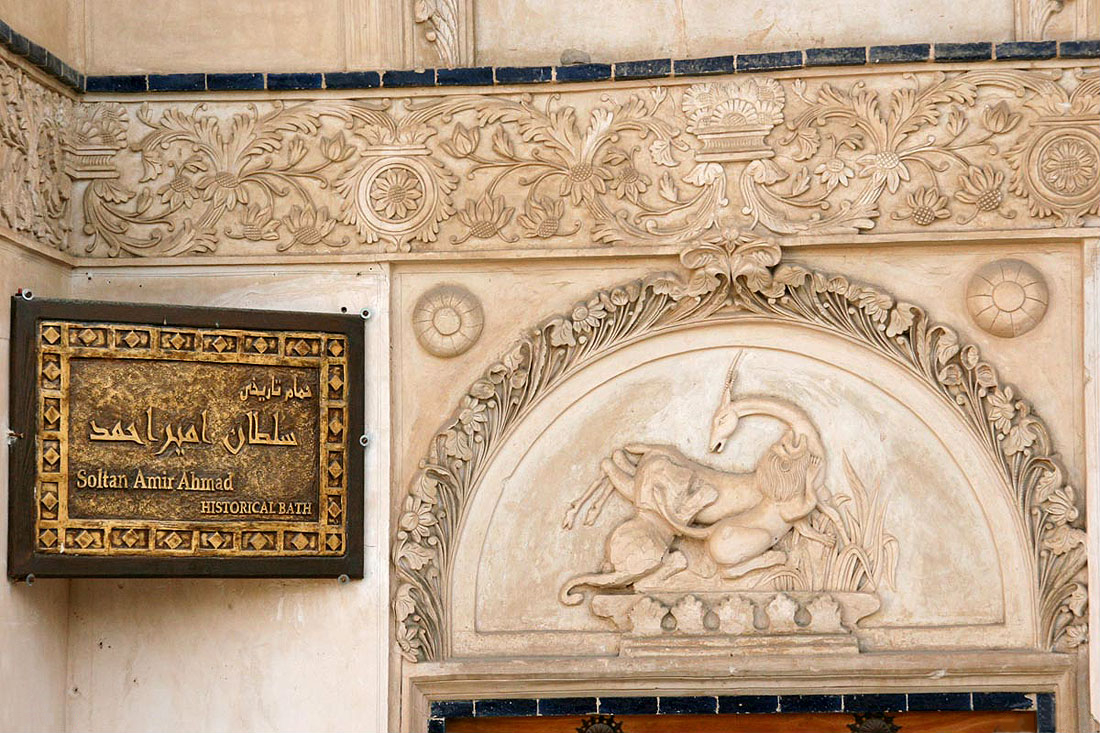
Relieve de piedra sobre la puerta de entrada